# Georg Palmgren
Jakob Georg Palmgren, född 10 november 1859 i Norrtälje, död 22 augusti 1906 i Stockholm, var en svensk militär, tecknare och teckningslärare.
Han var son till provinsialläkaren Pehr Georg Palmgren och Lycka Fredrika Elisabeth Sommelius och från 1888 gift med Tekla Gottfrida Lindskog. Palmgren var officer vid Dalaregementet och slutade på egen begäran som major för att 1884–1887 studera vid Tekniska skolan i Stockholm. Han var därefter verksam som teckningslärare vid läroverket i Falun och vid sidan av sitt arbete tecknare.
Georg Palmgren är begravd på Norra begravningsplatsen utanför Stockholm.